# Pseudoatomy
Pseudoatomy – zespoły atomów o własnościach analogicznych do własności jonów prostych np. jon amonowy (NH+4), o własnościach podobnych do własności jonów litowców: Li+, Na+, K+ itd.